# 郭恩志
郭恩志（1926年—1991年），河北任丘人，中国人民解放军将领。
朝鲜战争铁原阻击战中，担任第六十三军第188师第563团第八连连长的郭恩志率领全连击退美军第1骑兵师一个加强团的十三次冲击，以伤亡十六人代价，击毙美骑一师八百多人，后授予“一级战斗英雄”称号，此后升任副师长。